# Kwak'wala (Sprache)

Traditionelles Verbreitungsgebiet der Kwak’wala Dialekte.

Kwak’wala, auch Kwakiutl, ist eine indigene Sprache, die von den Kwakwaka’wakw im Norden Vancouver Islands, auf den angrenzenden Inseln und dem gegenüberliegenden Festland in Kanada gesprochen wird. Es gehört zu den Wakash-Sprachen.
Etwa 660 Kwakwaka’wakw sprechen die Sprache, davon 165 fließend, und weitere 10,6 % der ethnischen Bevölkerung lernen sie. Die Sprache gilt als bedroht, da die meisten Sprecher der Großelterngeneration angehören und Kinder sie in der Regel nicht als Muttersprache lernen.
Zahlreiche Projekte und eine lebendige Kulturgemeinschaft arbeiten aktiv an der Revitalisierung der Sprache. Kwak’wala kann sowohl durch verschiedene Projekte vor Ort, als auch durch Onlineressourcen, sowie an der University of Victoria und der University of British Columbia in Vancouver gelernt werden.

## Dialekte
Die unterschiedlichen Stämme der Kwakwaka’wakw, was wortwörtlich „Sprecher des Kwak’wala“ bedeutet, sprechen fünf verschiedene Dialekte: Kwak̓wala, ’Nak̓wala, G̱uc̓ala, T̓łat̓łasik̓wala und Liq’wala.

## Phonologie
Kwak’wala hat wie die meisten Sprachen des pazifischen Nordwestens ein sehr großes Konsonanteninventar und ein vergleichbar kleines Vokalinventar.
Konsonanten treten stimmlos, stimmhaft und als Ejektive auf. Außerdem zeigen Velare und Uvulare kontrastierende Labialisierung.
Das Vokalinventar besteht aus /a/, /e/, /i/, /o/, /u/ und /ə/. Einige der Vokale kontrastieren außerdem in ihrer Länge.
|             |               | Labial | Alveolar | Lateral | Palatal | Velar | Labio-Velar | Uvular | Labio-Uvular | Glottal |
| ----------- | ------------- | ------ | -------- | ------- | ------- | ----- | ----------- | ------ | ------------ | ------- |
| Nasal       | stimmhaft     | m      | n        |         |         |       |             |        |              |         |
|             | glottalisiert | m'     | n'       |         |         |       |             |        |              |         |
| Plosiv      | stimmlos      | p      | t        |         |         | k     | kw          | q      | qw           | ʔ       |
|             | stimmhaft     | b      | d        |         |         | g     | gw          | ɢ      | ɢw           |         |
|             | Ejektiv       | p'     | t'       |         |         | k'    | k'w         | q'     | q'w          |         |
| Frikativ    | stimmlos      |        | s        | ɬ       |         | x     | xw          | χ      | χw           | h       |
| Affrikate   | stimmlos      |        | ts       | tɬ      |         |       |             |        |              |         |
|             | stimmhaft     |        | dz       | dɬ      |         |       |             |        |              |         |
|             | Ejektiv       |        | t's      | t'ɬ     |         |       |             |        |              |         |
| Approximant | stimmhaft     |        |          | l       | j       |       | w           |        |              |         |
|             | glottalisiert |        |          | l'      | j'      |       | w'          |        |              |         |

## Morphosyntax
Kwak’wala ist eine polysynthetische Sprache. Ein begrenztes Set an Wortstämmen kann mit zahlreichen Suffixen kombiniert werden und somit ein großes und präzises Vokabular bilden. Im Extremfall kann ein einziges Wort, bestehend aus zahlreichen Morphemen, einen ganzen Satz bilden.
Ein weiteres zentrales Merkmal der Morphologie ist die Reduplikation. Für Distributiv, Plural, Diminutiv und um ein „zu viel“ auszudrücken werden Morpheme partiell redupliziert. Totale Reduplikation tritt beim Ausdruck von Repetition auf.

## Orthographie
Schon während des frühen Kontakts mit den Europäern im 18. Jahrhundert wurden erste Wortlisten des Kwak’wala erstellt. Systematisch hat jedoch erst Franz Boas mit Hilfe von George Hunt im späten 19. Jahrhundert die Sprache untersucht und ein erstes Alphabet und eine Orthographie entwickelt. Da diese jedoch vergleichsweise kompliziert und durch zahlreiche Sondersymbole unmöglich auf einer Schreibmaschine reproduzierbar war, entwickelte David Grubb 1977 eine neue Orthographie. Das heute am weitesten verbreitete und zum Unterrichten benutzte Alphabet der U’mista Cultural Society weicht nur in wenigen Fällen von Grubbs Überlegungen ab. Beispielsweise verwendet Grubb für den Glottalverschluss eine „7“, während U’mista für jegliche glottalen Laute ein Apostroph (‘) schreibt. Ein weiteres Beispiel ist das Schwa /ə/, welches von Grubb als „e“ und von U’mista als unterstrichenes „a“ geschrieben wird.
Der Liq’wala Dialekt hat aufgrund seines abweichenden Lautinventars eine eigene Orthographie.

## Revitalisierungsbestrebungen
Die Assimilierungspolitik der kanadischen Regierung im neunzehnten und zwanzigsten Jahrhundert sorgte aktiv für die Dezimierung der Kwak’walasprecher. In den Residential Schools, zu deren Besuch Kinder der First Nations gezwungen wurden, war jeglicher Gebrauch der jeweiligen Muttersprachen verboten und wurde hart bestraft. Die traumatisierenden Erlebnisse prägen viele Überlebende in ihrem Verhältnis zur Sprache bis heute und sind häufig der Grund dafür, dass die Sprache aufgegeben und nicht an die nächste Generation weitergegeben wurde.
Heute versucht man mithilfe der lokalen Kulturzentren die Sprache wieder weiter zu verbreiten. In den Gemeinden wird die Sprache unterrichtet und bei kulturellen Festen genutzt, die T’lisalagi’lakw School in Alert Bay bindet sie in den Alltag der Grundschüler ein. Sowohl die University of Victoria auf Vancouver Island, als auch die University of British Columbia in Vancouver bieten Sprachkurse sowie Trainingsprogramme für angehende Lehrer an.
Auf der Plattform FirstVoices gibt es ein Online-Wörterbuch, ein Phrasenbuch, Geschichten und Lieder, um die Sprache zu lernen. Im Jahr 2011 wurde eine App zum Lernen der Sprache veröffentlicht.